# Verband leitender Krankenhausärztinnen und -ärzte
Der Verband leitender Krankenhausärztinnen und -ärzte e. V. ist der Fachverband der leitenden Krankenhausärzte in Deutschland. Zweck ist die Organisation und Förderung der Tätigkeit von Krankenhausärzten. Der VLK wurde 1912 als Verband leitender Krankenhausärzte Deutschlands gegründet, sein Sitz ist Karlsruhe. Die Geschäftsstelle befindet sich in Düsseldorf.

## Arbeit
Der Verband setzt sich ein für die Sicherung der wirtschaftlichen Situation von Krankenhäusern, geeignete Rahmenbedingungen für qualifizierte Ausübung der ärztlichen Tätigkeit, Förderung ärztlicher Fort- und Weiterbildung, ärztliche Therapie- und Diagnostikfreiheit, den Anspruch auf wahlärztliche Leistungen und die Förderung des Krankenhausmanagements mit ärztlicher Beteiligung an Leitungsfunktionen
Neben der gesundheitspolitischen Interessensvertretung von leitenden Krankenhausärzten bietet der VLK seinen Mitgliedern Beratung in berufsspezifischen sowie berufsrechtlichen Angelegenheiten. Es werden regelmäßig Managementseminare für Ärzte abgehalten.

## Organisation
Der Verband ist in 16 Landesverbände organisiert. Die Landesverbände entsenden je angefangene 100 Mitglieder einen Delegierten und einen Stellvertreter zur Delegiertenversammlung, die mindestens einmal jährlich tagt. In der Delegiertenversammlung werden der Präsident, die beiden Vizepräsidenten und der Schatzmeister gewählt. Diese bilden zusammen mit einem Vertreter der Vorsitzenden der Landesverbände den Geschäftsführenden Vorstand. Im Gesamtvorstand sind zusätzlich alle 16 Vorsitzenden der Landesverbände vertreten.
Am 12. April 2022 teilte der Verein mit, seinen alten Namen „Verband der Leitenden Krankenhausärzte Deutschlands“ offiziell in „Verband leitender Krankenhausärztinnen und – ärzte e.V.“ geändert zu haben.

## Publikationen
Publikationsorgan ist die monatlich erscheinende Zeitschrift Arzt und Krankenhaus.